# タティアノス
タティアヌス（ラテン語：Tatianus、ギリシャ語：Τατιανός、シリア語：ܛܛܝܢܘܣ、120年頃 - 180年頃）は、2世紀のアッシリア人キリスト教著述家・神学者である。
タティアヌスの最も影響力のある著作は『ディアテッサロン』である。これは4福音書を組み合わせた「調和」あるいは「対観表」であり、5世紀にペシタ訳による個別の4福音書に取って代わられるまで、シリア語話者の教会における標準的な福音書テキストであった。

## 生涯
生年と出生地について、タティアノス自身が『ギリシア人への演説』第42章で述べている以外、ほとんど知られていない。すなわち、彼は「アッシリア人の地」で生まれ、学者の間では185年頃に没したと考えられており、おそらくアディアベネにおいてであろう。
タティアノスはローマに渡り、そこで初めてキリスト教に出会った。ローマに長く滞在する間、彼自身の説明によれば、異教の宗教に対する嫌悪が宗教問題について深く思索するきっかけとなった。『旧約聖書』を通じて、異教の不合理さを確信するに至った。キリスト教に改宗し、ユスティノス（ユスティヌス）の弟子となった。この時期、キリスト教哲学者たちはギリシアのソフィストたちと競い合っていた。ユスティノスと同様に、タティアヌスはローマでキリスト教の学校を開いた。
165年にユスティノスが没した後のタティアヌスの生涯は、ある程度不明である。エウセビオスは、タティアヌスがエンクラティテス派(en)を設立したとする説に言及している。タティアノスはローマを離れ、しばらくギリシアかアレクサンドリアに住んでいたようで、そこでアレクサンドリアのクレメンスを教えた可能性がある。エピファニオスは、タティアノスがメソポタミアに学校を設立し、その影響力はアッシリアのアンティオキアにまで及び、キリキアや特にピシディアでも感じられたと述べている。

## 著作
タティアノスの『ギリシア人への演説』は、異教を無価値なものとして非難し、キリスト教の合理性と古さを称賛している。エウセビオスの時代から、モーセと古代ユダヤの法の古さについてのタティアノスの議論は称賛されてきたが、その年代考証の部分のためであった。
もう一つの主要な著作は『ディアテッサロン』である。これは4つの『新約聖書』の福音書を組み合わせて、イエスの生涯を一つの物語にまとめたものである。エフレムはこれを「混合された福音書」と呼び、3世紀から4世紀にかけて、これがシリア教会で事実上唯一用いられた福音書のテキストであった。
5世紀半ばになると、『ディアテッサロン』を用いていたシリア教会では、これに代えて4つの福音書が用いられるようになった。エデッサの司教ラブラは、すべての教会に4福音書の写本を備えるよう司祭と執事に命じた。キュロスの司教テオドレトスは、自分の教区から200以上の『ディアテッサロン』を撤去した。
『ディアテッサロン』のいくつかの校訂本が現存している。最古のものは、エフレムの『註解』に保存されているものである。この『註解』自体、アルメニア語訳2写本とシリア語の原文の5-6世紀初頭の写本に残っている。アラビア語、ペルシア語、古グルジア語への翻訳も存在する。
西方で最も古い校訂本は、545年にカプアのウィクトル司教の依頼で書かれたラテン語の『フルダ写本』である。テキストはウルガタに明らかに依存しているが、章句の配列はタティアノス独特のものである。
失われた著作『救い主の教えによる完全について』で、タティアノスは結婚を肉体と滅ぶべき世界を結びつけるシンボルとし、結婚の「創始」を悪魔に帰している。旧人と新人を区別し、旧人は律法、新人は福音書であるとした。『ギリシア人への演説』以前に、人間の本性と動物の本性を対比した著作や、聖書の難解な言葉を編纂した『問題集』も書いていたが、失われてしまった。

## 神学
タティアノスの神学の出発点は、道徳生活の源泉となる厳格な一神教である。本来、人間の魂は唯一の神への信仰を持っていたが、堕落によってそれを失った。その結果、悪魔の支配下で多神教の忌まわしい誤りに陥った。一神教の信仰によって、魂は物質世界と悪魔の支配から解放され、神と結ばれる。神は霊（プネウマ）であるが、物理的あるいはストア派のプネウマではない。創造以前には神のみが存在したが、神は創造のすべてを潜在的に内に持っていた。
創造の手段は「言葉で表された力」（デュナミス・ロギケー）であった。初めに神からロゴスが出て、物質を創造し、そこからすべての被造物が生じた。被造世界は「世界霊」（プネウマ・ヒュリコン）に貫かれており、これは天使、星、人間、動物、植物に共通のものである。この世界霊は神の霊より下位のもので、人間においては「魂」（プシュケー）となる。物質面と魂において、人間は本質的に動物と変わらないが、神の霊との特別な結びつきに召され、それによって動物より上に引き上げられる。この霊が人間における神の像であり、人間の不死性の源である。
生まれた霊の初子（サタンと同一視される）は堕落し、他の霊を堕落させたため、悪魔が生じた。霊の堕落は、人間が神ではなく自分たちに仕えるようにするため、人間を神から引き離そうとしたことによって引き起こされた。しかし、人間もこの堕落に巻き込まれ、祝福された住まいを失い、魂は神の霊に見捨てられ、わずかに神の思い出を保ちつつ物質界に沈んだ。
人間が自由によって堕落したように、自由によって再び神に立ち返ることができる。霊は正しく歩む者の魂と結ばれる。預言者を通じて、失われた神の似姿を人間に思い起こさせる。タティアヌスはイエスの名を述べていないが、彼の贖罪の教理はキリスト論に帰結する。

## 歴史叙述
哲学に新しいキリスト教の教理を関連付けたユスティヌスとは異なり、タティアヌスは自分が知っている哲学文学の形式を激しく拒絶し、より安全な文学ジャンルである歴史叙述に向かう。
『ギリシア人への演説』で初めてキリスト教の語彙にアナグラフェー（編年記や文書年表）が登場する。 タティアヌスは、ギリシア人は歴史叙述をエジプト人から学んだと主張する。エジプト人は正確な年代記の技術を持っていた。シリア人にとってギリシア人は熟練した文学者だが、哲学者としては劣っており、決して優れた歴史家にはなれない。ギリシア人は言葉を美化するのが上手く、生産技術や芸術の分野では熟練した模倣者だが、創造者や発見者ではない。
タティアヌスは、ギリシア人の発明能力を認めないが、自らをトゥキュディデスにならった慎重な歴史家として描いている。史家の手の届く範囲内にある年代記や文書と、直接の知識の外にある事物を区別しており、これもトゥキュディデスの原則である。古代の民族誌家や歴史家（リウィウス）が、既知の事実と各都市や民族の伝説的起源との間の暗い道を神話的な「考古学」で覆っていたのを拒否したギリシアの歴史家の慎重さも受け入れる。厳密な歴史家のもう一つの特徴は、様々な種類の文書や情報源を見極めつつ、場所や都市を直接調査することである。
タティアヌスが提案しているのは、哲学や神学、啓示されたテキストの解釈ではなく、注意深い研究によって到達できる歴史的真理のようである。 ギリシアの神学は神話であり、文学的創作物であって、真理の内容はない。初めてキリスト教の語彙にミュートロギア（神話作り）が登場する。これはモーセの哲学をギリシア人が改竄したことを具体的に意味している。ギリシアの詩は恥ずべきものだが、絶対的に虚偽というわけではない。「神々」は実在し、人間の行動の逸脱に影響を与えるからである。ギリシアのパイデイア全体の破壊的で邪悪な文化を管理しているのは彼らである。したがって、ギリシアの神学は福音への準備ではなく、聖書の記述の模倣的堕落とみなされる。
結論として、タティアヌスはいくつかの論点を主張する。主なものは、モーセが人類のすべての立法者や作家より年長であること、神々の多数性はなく創造の君主制があること、多数の世界はなく普遍的な最後の審判が来るべき唯一の世界があることである。
『ギリシア人への演説』の文学ジャンルは依然として弁証論やプロトレプティコスの要素を含む護教論である。スターリングはこれを「護教的歴史叙述」と呼んでいる。